# Truesdale (Missouri)
Truesdale è un comune degli Stati Uniti d'America, situato nello Stato del Missouri, nella contea di Warren.